# Matelea ecuadorensis
Matelea ecuadorensis är en oleanderväxtart som först beskrevs av Rudolf Schlechter, och fick sitt nu gällande namn av G. Morillo. Matelea ecuadorensis ingår i släktet Matelea och familjen oleanderväxter. Inga underarter finns listade i Catalogue of Life.